# PagBrasil
PagBrasil es una fintech con sede en Porto Alegre, con oficinas en São Paulo, Barcelona y Singapur. Fundada en 2011 por Alex Hoffmann y Ralf Germer, PagBrasil ofrece métodos de pago brasileños para empresas en cualquier país del mundo.
En 2023, PagBrasil fue la primera en ofrecer un POS de Pix Internacional, para que establecimientos en todo el mundo puedan aceptar el medio de pago más utilizado por brasileños. Con el Pix Internacional de PagBrasil, los turistas brasileños  pueden pagar con Pix en el extranjero.
Un año más tarde, PagBrasil crea el Pix Roaming, la primera plataforma que permite que bancos y billeteras digitales fuera de Brasil también puedan ofrecer Pix a sus usuarios. Con el Pix Roaming, los turistas extranjeros pueden pagar con Pix en Brasil, usando la aplicación de su propio banco o billetera digital.